# Barracudaer
Barracudaer (Sphyraenidae) er en familie af store, geddelignende rovfisk, der kun lever i saltvand. Barracudaer findes i næsten alle varmere have.
Barracudaen er kendt for sin store størrelse (op til 1,8 m). Selvom angreb på mennesker er kendt, er barracudaer primært fiskeædere.
Baracuda er den eneste slægt i familien Sphyraenidae, som er den eneste familie i underordenen Sphyraenoidei i ordenen af pigfinnefisk. Tidligere var den placeret i underordenen Scombroidei, sammen med bl.a makrel, tun og sværdfisk.
Der kendes 25 arter i slægten Sphyraena.